# No existes
"No existes" es una canción de la banda de rock argentina Soda Stereo, compuesta por Gustavo Cerati y Zeta Bosio, publicada en su tercer álbum de estudio Signos en 1986. 
La calidad de la composición de ésta, la ha hecho ser considerada una de las mejores canciones del disco y una de las más clásicas de la banda. 
Ha sido tocada en la mayoría de las giras de la banda. Desde la Gira Signos, pasando por la Gira Doble Vida (que apenas fue tocada una sola vez), y en la segunda parte de la Gira Animal, no la vuelven a tocar hasta la gira de reunión de la banda, la Gira Me Verás Volver, fue incluida en todas las presentaciones.

## Letra
Un punto de vista:
La letra parece tratar sobre una relación amorosa muy tortuosa (que también puede referirse de manera metafórica a un tipo de droga), en que "ella y él" salieron muy lastimados. Pero "él" dice que ella fue la que más lo dañó y convirtió la relación en algo doloroso. "Él" se dedica a reprochar todo el daño que se hicieron, demostrando que aún guarda rencores profundos.
Interpretación 2 
La letra parece que se dedica a sí mismo, como si en el autor existiera una especie de doble personalidad como Dr. Jekyll y Mr. Hyde. Se analizan párrafos para sostener este punto.
Alguna vez fue que planeamos
Hacernos todo el daño de una vez
Dictando una sentencia desafiante
-(El autor no da más y se autosentencia a vivir al límite hasta morir. Drogas, alcohol, etc. Le da el control a esta otra personalidad de él mismo).
La Polaroid sobre la silla
Brillante truco de apariencias
Tu presencia es mi pesadilla
(Las fotos que siempre mienten y muestran realidades paralelas o ficticias. La presencia de la personalidad consumista, lo está matando) 
Como un extraño tic nervioso
Arrojo palabras, gestos contra la pared
(Ya no lo hace voluntariamente pero esta en estado agresivo y violento. Gritando y golpeando objetos. Encerado en soledad con su otro yo)
Toda una noche embalsamados
Golpeé las mismas caras una y otra vez
Temí por mi cerebro aprisionado
En una trama vulgar
(Toda la noche duro por cocina, su mente no descansa y hecha culpas.. empieza a pensar que esta situación se repitira hasta terminar con su vida. Esa trama vulgar)
Quizás deba tomarme una revancha
Aún tenemos cuentas que saldar
Deslizaré mi puño por tu espalda
(Quisa deba salir. Sacarle la llave y el control a su otro yo y matarlo. Recuperar su vida)
No existes, no existes
No existes, no existes
No existes, no existes
No existes, no existes
No existes, no existes, oh-oh
No existes, no existes, oh,oh...
(Se repite a sí mismo hasta recuperar el control de su vida, le grita a su otro yo incansablemente, no existes)
La música sube y baja de intensidad, pero siempre en sonidos agresivos, rápidos, vertiginosos. 
Una verdadera obra de arte de soda stereo.

## Música
La música es de estilo post-punk muy marcado y crudo, con una atmósfera que recuerda al rock gótico. Tiene dos partes. En la primera, la canción parece una balada, con sonidos "tortuosos" de guitarra y con un ritmo lento. En la segunda, la canción acelera su ritmo, la batería suena fuerte, la guitarra también acelera y el bajo parece tomar la función de una guitarra rítmica.

## En la cultura popular
- La canción aparece en la película argentina de terror Alguien te está mirando.